# The Best of Motörhead
A The Best of Motörhead album a brit Motörhead zenekar 2000-ben kiadott dupla válogatáslemeze, mely az együttes 25 éves pályáját foglalja össze. Egyedül a Sonyhoz tartozó WTG/Epic kiadónál megjelent két album, az 1916 és a March ör Die legjobb dalai nem szerepelnek rajta. Az 1984-es No Remorse válogatás után ez volt az első, amelynek az összeállításában Lemmy révén a zenekar is részt vett. A stúdióalbumokról kimásolt dalok mellett néhány ritkaság és koncertfelvétel is felkerült a válogatásra.

## Az album dalai
Első CD
1. "Ace of Spades" – 2:50
2. "Overkill (Long Version)" – 5:14
3. "Bomber" – 3:44
4. "Please Don't Touch (Performed by Headgirl)" – 2:52
5. "Motorhead" – 3:13
6. "No Class" – 2:42
7. "Louie Louie (Richard Berry cover)" – 2:54
8. "Damage Case" – 3:05
9. "Too Late Too Late" – 3:26
10. "Dead Men Tell No Tales" – 3:08
11. "Killed By Death" – 3:56
12. "Metropolis" – 3:37
13. "Emergency (Girlschool cover)" – 3:02
14. "Tear Ya Down" – 2:42
15. "White Line Fever" – 2:46
16. "Iron Horse/Born To Lose" – 5:22
17. "City Kids" – 3:46
18. "Motorhead (Performed by Hawkwind)" – 3:06
19. "Fire Fire (Live bonus track)" – 2:47
20. "Bite the Bullet / The Chase Is Better Than The Catch (Live bonus track)" – 6:56

Második CD
1. "Iron Fist" – 2:56
2. "Heart Of Stone" – 3:05
3. "Bomber (Performed by Girlschool)" – 3:38
4. "Shine" – 3:12
5. "I Got Mine" – 5:26
6. "Ain't My Crime" – 3:46
7. "Doctor Rock" – 3:42
8. "The Chase Is Better Than The Catch" – 4:19
9. "Deaf Forever" – 4:29
10. "Orgasmatron" – 5:26
11. "Eat The Rich" – 4:38
12. "Rock 'N' Roll" – 3:52
13. "Dogs" – 3:52
14. "The One To Sing The Blues" – 3:12
15. "Sacrifice" – 3:19
16. "Overnight Sensation" – 4:13
17. "Snake Bite Love" – 3:35
18. "God Save The Queen (Sex Pistols cover)" – 3:22
19. "Shoot You In The Back (Live bonus track)" – 2:48
20. "The Hammer (Live bonus track)" – 3:08

## Közreműködők
- Ian 'Lemmy' Kilmister – basszusgitár, ének

1976-1982
- 'Fast' Eddie Clark – gitár, ének
- Phil 'Philthy Animal' Taylor – dobok

1983
- Brian 'Robbo' Robertson – gitár
- Phil 'Philthy Animal' Taylor – dobok

1984-1987
- Phil Campbell – gitár
- Mike 'Würzel' Burston – gitár
- Pete Gill – dobok

1987-1992
- Phil Campbell – gitár
- Mike 'Würzel' Burston – gitár
- Phil 'Philthy Animal' Taylor – dobok

1992-1995
- Phil Campbell – gitár
- Mike 'Würzel' Burston – gitár
- Mikkey Dee – dobok

1995-től
- Phil Campbell – gitár
- Mikkey Dee – dobok